# القانون والنظام: النية الإجرامية
القانون والنظام: النية الإجرامية (بالإنجليزية: Law & Order: Criminal Intent)‏ هو مسلسل جريمة من تأليف دك ولف تم إنتاجه في الولايات المتحدة. بدأ عرضه في سنة 2001. بلغ عدد مواسم المسلسل 10 مواسم، وعدد حلقاته 195 حلقة، ومدة الحلقة الواحدة 43 دقيقة. عرض المسلسل لأول مرة في 30 سبتمبر 2001 وعرضت الحلقة الأخيرة منه في 26 يونيو 2011 بعد أن استمر لقرابة 10 أعوام. المسلسل من بطولة فينسنت دونوفريو، كورتني بي. فانس، كريس نوث، جوليان نيكلسون، أليسيا ويت، جيف غولدبلوم وسافرون بوروز. فاز المسلسل بجائزة إدغار.

## وصلات خارجية
- القانون والنظام: النية الإجرامية على موقع IMDb (الإنجليزية)
- القانون والنظام: النية الإجرامية على موقع ميتاكريتيك (الإنجليزية)
- القانون والنظام: النية الإجرامية على موقع الموسوعة البريطانية (الإنجليزية)
- القانون والنظام: النية الإجرامية على موقع روتن توميتوز (الإنجليزية)
- القانون والنظام: النية الإجرامية على موقع كينوبويسك (الروسية)
- القانون والنظام: النية الإجرامية على موقع ألو سيني (الفرنسية)
- القانون والنظام: النية الإجرامية على موقع قاعدة بيانات الفيلم (الإنجليزية)
- الموقع الرسمي